# Алексей Михайлович (великий князь)
Великий князь Алексе́й Миха́йлович (16 (28) декабря 1875, Тифлис — 18 февраля (2 марта) 1895, Сан-Ремо, Италия) — член Российского императорского Дома Романовых, шестой сын Великого князя Михаила Николаевича и Великой княгини Ольги Фёдоровны, внук императора Николая I.

## Биография
Великий князь Алексей Михайлович родился в Тифлисе. Крещен 30 декабря 1875 года в церкви Дворца Кавказского наместничества. При рождении был назначен шефом 161-го пехотного Александропольского полка. Во время крещения на Алексея Михайловича были возложены знаки высшего ордена Российский империи — ордена Святого Апостола Андрея Первозванного, орденов Святого благоверного Великого князя Александра Невского, Белого орла, Святой великомученицы Анны I степени, Святого Станислава I степени.
Алексей был умным и симпатичным молодым человеком. Его очень любил император Александр III, и в детстве Алексей часто играл с его сыновьями. В 1881 году семья Михаила Николаевича переехала в Санкт-Петербург, где Алексей получил домашнее образование, числясь в Морском училище. Воспитателем Великого князя состоял полковник В. А. Шильдер (позднее возглавлявший Императорский Александровский лицей). В октябре 1894 года был выпущен из Морского корпуса в звании мичмана.
Приблизительно в 1890 году Алексей Михайлович начал собирать коллекцию почтовых марок. Несмотря на юные годы, Великий князь стал одним из серьёзных собирателей марок. Он был знаком со многими выдающимися филателистами, с директором Берлинского почтового музея, сотрудниками филателистических журналов. Алексей Михайлович был Почетным членом Санкт-Петербургского отделения Дрезденского международного марочного общества и членом Лондонского марочного общества.
Будучи крещёным в православной вере, Алексей Михайлович по своим внутренним религиозным воззрениям принадлежал скорее к протестантизму, что было необычно среди Романовых.
В отличие от старших братьев, Алексей Михайлович не обладал хорошим здоровьем. Окончив образование в Морском корпусе, он должен был отправиться в море. Однажды Алексей попал в шторм и у него началась двусторонняя пневмония, переросшая в скоротечную чахотку. В 1894 году Алексей Михайлович отправился на лечение в Сан-Ремо, но врачи оказались бессильны. 18 февраля (2 марта) 1895 года он умер от туберкулёза, не дожив до 20 лет. Похоронен в Петропавловском соборе. Великого князя Алексея Михайловича похоронили в форме гардемарина, хотя ему и не было суждено надеть её при жизни. Его брат Великий князь Александр Михайлович отозвался о его судьбе:

«Хоть я был к нему привязан больше, чем к кому-либо из всей семьи, я не жалею, что он умер. Умный мальчик с открытым сердцем и абсолютной искренностью, он жутко страдал в атмосфере дворца».